# Pere Oller
Pere Oller ( Documentado entre 1395 y 1442), está catalogado como uno de los mejores escultores góticos catalanes.

## Biografía
El primer documento encontrado donde se le nombra es con fecha 30 de abril de 1395 como: Pericó Oller dexeble del mestre [Pere Sanglada] lo qual era aprenent l'offici (Pericó Oller discípulo del maestro Pere Sanglada el cual estaba aprendiendo el oficio). Se refiere a su formación en el oficio como parte del grupo de ayudantes del escultor Pere Sanglada, que estaba realizando la sillería del coro de la catedral de Barcelona.Gracias a otros documentos posteriores, se establece la edad de nueve años la que tendría Oller en el momento de entrar en contacto con el taller de Sanglada, Se resalta también como algo poco frecuente que ya entonces, cobraba la cantidad de 1 sou y 6  dineros por día, cuando en aquella época los aprendices se solían pagar con su manutención y una única retribución simbólica. Debió el muchacho mostrar una gran capacidad para el trabajo, cuando consta que con doce años ya cobraba igual que un obrero de cualificación media.

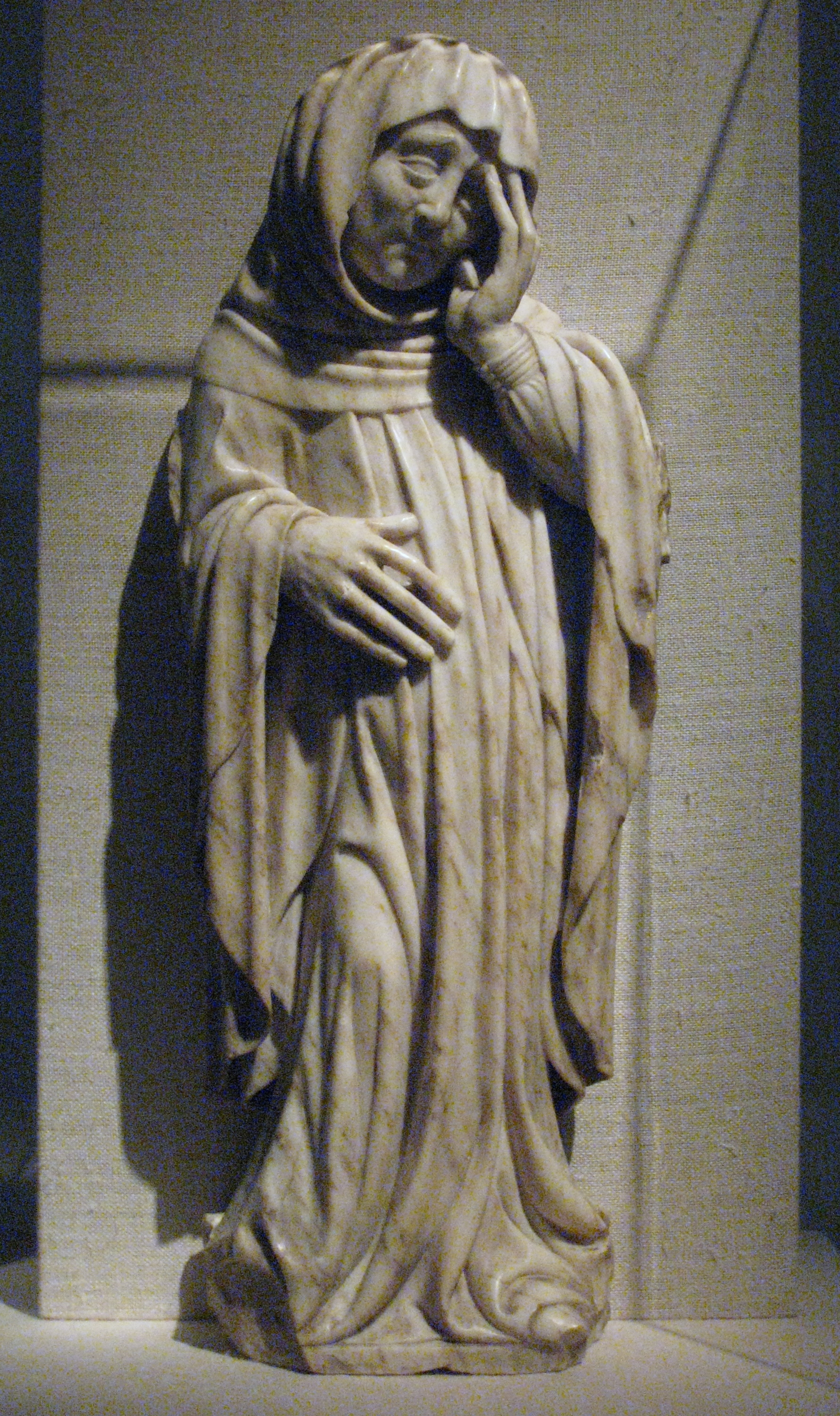
La escultura de una Plañidera de Pere Oller.

## Obra documentada
- 1395-1399- Participación como aprendiz de Pere Sanglada en la sillería del coro de la Catedral de Barcelona.
- 1407- Escudo del cardenal Berenguer d'Anglesola en la muralla de Báscara.
- 1409-1410-Sepulcro de Berenguer d'Anglesola, que se encuentra en la Catedral de Gerona.
- 1417- Sepulcre de Fernando de Antequera, del Monasterio de Poblet, encargado por su hijo Alfonso el Magnánimo y actualmente expuesto en el Museo del Louvre.
- 1420- Retablo mayor de la Catedral de Vich.
- 1426-1428- Sepulcro de Bernat Despujol, Catedral de Vich.
- 1444-1445- Sepulcro de Sancha Ximenis de Cabrera, en la Catedral de Barcelona.
- 1434-1445- Sacerdotes orantes, actualmente conservados en el Museo Nacional de Arte de Cataluña. Estos dos orantes pertenecían a un grupo escultórico que centraba una imagen de san Severo (colección privada).[2]
- Relieve de alabastro, adquirido en 2010 por la Generalidad de Cataluña y depositado en el Museo de Arte de Gerona.[3]